# Nyawaygi
Nyawaygi är ett utdött australiskt språk. Nyawaygi talades i nuvarande Queensland och tillhörde de pama-nyunganska språken.